# Depressaria libanotidella
Depressaria libanotidella is een vlinder uit de familie grasmineermotten (Elachistidae). De wetenschappelijke naam is voor het eerst geldig gepubliceerd in 1849 door Schlager.
De soort komt voor in Europa.